# I Thought I Lost You
"I Thought I Lost You" là ca khúc nhạc pop do ca sĩ Miley Cyrus và diễn viên John Travolta trình bày. Miley đã quảng bá bài hát với nhiều lần biểu diễn trực tiếp.

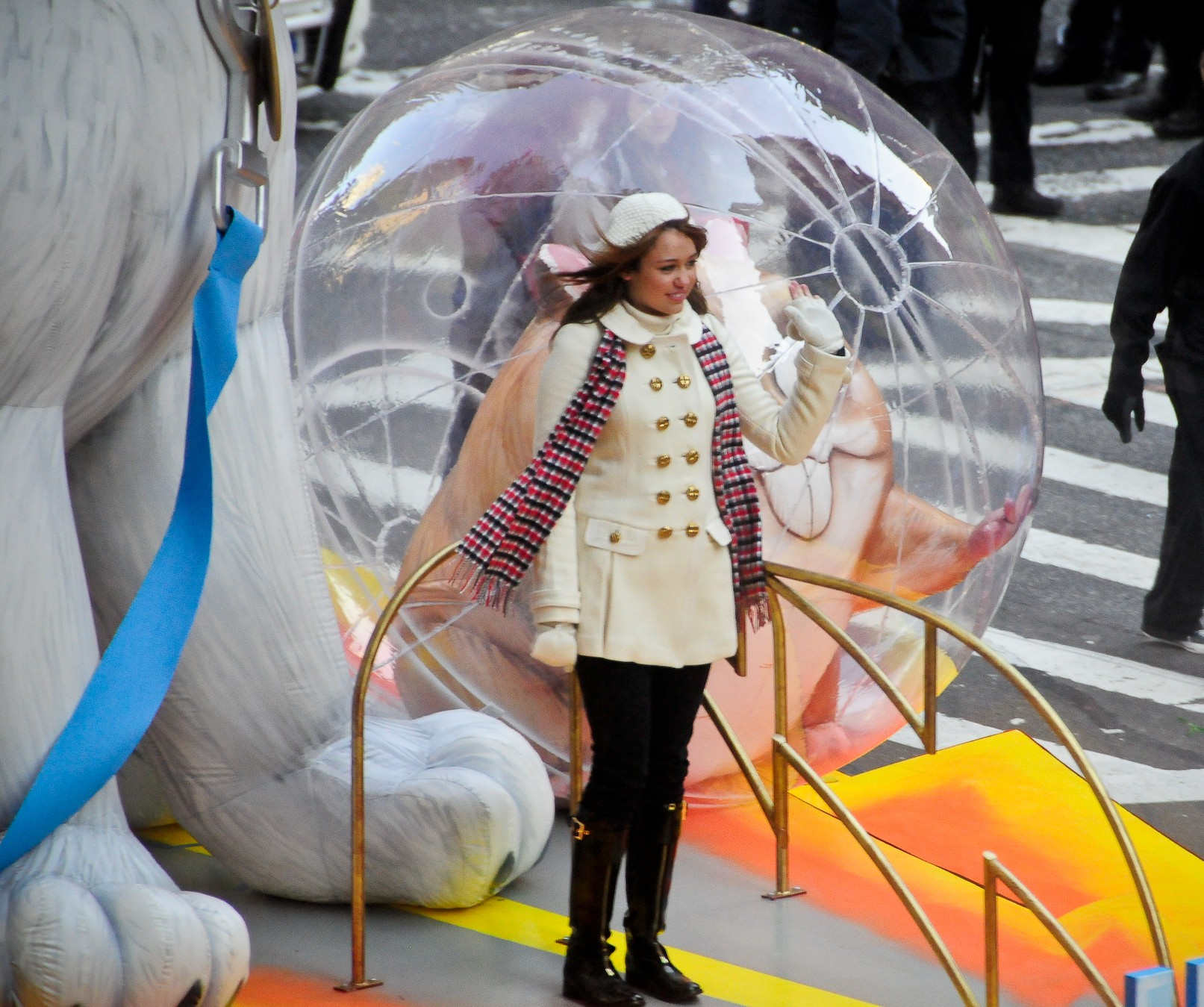
Cyrus biểu diễn "I Thought I Lost You" tại Macy's Thanksgiving Day Parade 2008.